# Spoorlijn 132 (België)
Spoorlijn 132 is een Belgische spoorlijn van La Sambre in Charleroi
via Walcourt, Philippeville en Mariembourg naar Treignes om aldaar aan te sluiten op de Franse spoorlijn Vireux-Molhain - Vireux-Molhain grens. Het oorspronkelijke tracé was 59,4 km lang.

## Geschiedenis
De lijn is tussen 1848 en 1854 in bedrijf genomen. Oorspronkelijk was ze dubbelsporig van Charleroi tot Nismes. De sectie Mariembourg - Nismes is op enkelspoor gebracht in 1948, de sectie Walcourt - Mariembourg in 1959.
Op 31 augustus 1970 is het traject Walcourt - Neuville-Zuid buiten dienst gesteld wegens het aanleggen van stuwdammen in de Eau d'Heure bij Cerfontaine. Lijn 132 is toen omgeleid via delen van de oude tracés van de lijnen 135, 136 en 136A. Daarbij zijn nieuwe verbindingsbogen aangelegd tussen Saint-Lambert en Jamagne en tussen Neuville-Noord en Neuville-Zuid. Op het oude traject is het station Cerfontaine (boven het spoor op een brug gelegen) bewaard gebleven, en omgevormd tot een regionaal museum.
Tussen Mariembourg en Treignes werd het reizigersverkeer opgeheven in 1962-1963. Het goederenverkeer werd hier in de jaren 70 beëindigd. Op het baanvak Mariembourg - Treignes rijden sinds 1976 toeristische stoomtreinen van de Chemins de Fer à Vapeur des 3 Vallées (CFV3V).

## Huidige toestand
Sinds 3 juni 1984 rijden de passagierstreinen vanuit Charleroi via Mariembourg naar Couvin (over spoorlijn 134).

## Treindiensten
De NMBS verzorgt het personenvervoer met S- en piekuurtreinen.
| Serie       | Treinsoort               | Route                                     | Bijzonderheden              |
| ----------- | ------------------------ | ----------------------------------------- | --------------------------- |
| S 64        | S-trein Charleroi (NMBS) | Charleroi-Centraal – Couvin               | Rijdt in het weekend 1×/2u. |
| P 7710/8710 | Piekuurtrein (NMBS)      | Couvin – Mariembourg – Charleroi-Centraal | Rijdt alleen op werkdagen.  |

## Aansluitingen
In de volgende plaatsen is of was er een aansluiting op de volgende spoorlijnen:
La Sambre
Spoorlijn 124/1 tussen Y La Sambre en La Sambre
Spoorlijn 130A tussen Charleroi-Centraal en Erquelinnes
Jamioulx
Spoorlijn 133 tussen Couillet-Centre - Jamioulx
Berzée
Spoorlijn 111 tussen Thuillies en Laneffe
Walcourt
Spoorlijn 135 tussen Walcourt en Florennes-Centraal
Senzeille
Spoorlijn 136A tussen Senzeille en Ermeton-sur-Biert
Mariembourg
Spoorlijn 134 tussen Mariembourg en Couvin
Spoorlijn 156 tussen Momignies en Hastière
Treignes
RFN 200 000, spoorlijn tussen Vireux-Molhain en Vireux-Molhain grens